# Nobuo Uemacu
Nobuo Uemacu (植松 伸夫; Uematsu Nobuo; Kochi, 21. ožujka 1959.) japanski je skladatelj glazbi videoigara, i jedan od dobro znanih, i svestran na polju. Skladao je glazbu Final Fantasy serije igara, i neka djela u igri Chrono Trigger, pod kompanijom Squaresoft.  King's Knight prva je videoigra za koju je ikada skladao.
"To Zanarkand" MIDI format glazbe iz Final Fantasy X.[neaktivna poveznica]

## Životopis
Rođen u gradu Kōchiju u Japanu, Uemacu je počeo svirati klavir u dobi od dvanaest godina (uzor mu je u to vrijeme bio Elton John). Nakon što je završio školu u Sveučilištu Kanagawa, skladao je glazbu za reklame prije nego što se pridružio tvrtki Square d.o.o. (sada Square Enix Co., Ltd.) u 1986. Počeo je skladati glazbu za više od 30 igara, uključujući i seriju FINAL FANTASY koja je osvojila brojne nagrade. Franšiza FINAL FANTASY pretvorila se u jednu od najbolje prodavanih serija videoigara na svim konzolama, prodanu u više od 60 milijuna primjeraka u svijetu (od ožujka 2004). Uemacuova glazba bila je ključan element u uspjehu serije, noseći duboke priče kroz emocionalnu glazbu. U Listopadu 2004, Uemacu je oformio Smile Please Co., LTD. (hrv. Smiješak Molim Co., Ltd.) i nastavlja skladati za Square Enix uz nekoliko drugih radova. Njegovi stilovi sežu od klasične glazbe, do tajanstveno prekrasne vrste glazbe ponekad opisane kao "New-Age", do hyper-percussive techno-electronic, slične po zvuku nekim skladbama Emerson, Lake i Palmer, jedni od njegovih uzora, do neke nepredvidljive kategorije glazbe. Uemacu je glasovit skladatelj zbog kojeg je poštovan napredak napravljen u glazbi videoigara. Prvi primjer je Final Fantasy VIII glavna pjesma, "Eyes on Me," koju je skladao i producirao Uemacu. Pjesmu je otpjevala honkonška pop-diva Faye Wong i prodala 400,000 primjeraka. Tada je pjesma pobijedila "Pjesmu godine (Zapadna glazba)" na 14-oj godišnjoj dodjeli "Japanskih zlatnih diskova". Nagrađena 1999. prvi put je tu čast dobila pjesma iz neke igre.
Glazba iz serije igara je prerasla u toliku glasovitost, Nobuo Uemacu imenovan je kao jedan od "inovatora" u Time Magazinu. Uemacu pristup Final Fantasy glazbi je raznolik, s mnogo stilova. Nakon mnogo uspješnih nastupa u Japanu, "Dear Friends - glazba iz Final Fantasy," uslijedilo je 10. svibnja 2004. u Walt Disney Koncertnoj Dvorani u Los Angelesu, Calif. prodajući se u 3 dana. Glazba je sadržavala-glasovitu Final Fantasy seriju videoigara, koju je izveo losanđeleski Philharmonic i losanđeleski Master Chorale.
U 2003. Uemacu je proširio obzore kad je formirao The Black Mages, i izdao album s remixima njegovih klasičnih Final Fantasy djela. The Black Mages, u kojima je Uemacu sam svirao klavijature grupa su tehnički razrađenih rock skladatelja koji su ponovno komponirali i proširili originalnu glazbu serije role-playing igara. U istoj godini, prvi put njegova glazba iz Final Fantasy-a je bila izvedena u Symphonic Game Music Concert izvan Japana. Uzela je mjesto na otvaranju jednog od najvećih Europeskih festivala igara, GC Games Convention u Leipzigu, Njemačka. Još jedan koncert s glazbom Final Fantasya uzeo je mjesto u Leipzigu, Njemačka, ponovno.
Od 2004., Nobuo Uemacu živi u Japanu sa svojom suprugom Reiko i psom Pao.
Njegova tvrtka, Smile Please, skladat će glazbu za razne serije igara za razne tvrtke, uključujući Square Enix i Mist Walker.

## Soundtrackovi videoigara
- King's Knight (1986.)
- Apple Town Monogatari
- Hanjuku Eiyuu (NES)
- Square's Tom Sawyer
- Rad Racer (1987.)
- Final Fantasy I (1987.)
- Final Fantasy II (1988.) - Ponovno razradio Tsuyoshi Sekito na Wonderswan Color i PlayStation verzije (2000., 2002.)
- Makaitoushi SaGa (tj. Final Fantasy Legend) (1989.)
- Final Fantasy III (1990.)
- SaGa 2 Hihou Densetsu (tj. Final Fantasy Legend 2) (1991.)
- DynamiTracer
- Cleopatra no Mahou
- Cruise Chaser Blassty
- Final Fantasy IV (1991.)
- Final Fantasy V (1992.)
- Romancing SaGa 2 (1993.) - S Kenji Itosom
- Final Fantasy VI (1993.)
- Chrono Trigger (1995.) - S Yasunori Mitsudom i  Norikom Matsueda (isto s Tsuyoshi Sekito za PlayStation verziju)
- Front Mission: Gun Hazard (1997.) - S Yasunori Mitsudom i Junyom Nakanom
- Chocobo's Dungeon 2
- Final Fantasy VII (1997.)
- Final Fantasy VIII (1999.)
- Final Fantasy IX (2000.)
- Final Fantasy X (2001.) - S Masashijem Hamauzuom i  Junyom Nakano
- Hanjuku Eiyuu Tai 3D (2002.)
- Final Fantasy XI (2002.) - S Naoshi Mizutom i Kumi Taniokom
- Hanjuku Eiyuu 4 (2005.)
- Final Fantasy XII (2005.) - S Hitoshijem Sakimotom

## Izvedena djela
- Super Mario RPG: Legend of the Seven Stars (1996.) - Glazba iz Final Fantasy IV aranžirao Yoko Shimomura
- Ehrgeiz (1998.) - Glazba iz Final Fantasy VII aranžirao Takayuki Nakamura

## Druga djela
- Final Fantasy: Pray (1990.) - S Risom Ohki
- Phantasmagoria
- Final Fantasy: Love Will Grow (1995.) - S Risom Ohki
- 20020220: Music from Final Fantasy (Orkestrirano)
- Over the fantasy - S Uedom Kanom
- The Black Mages
- The Black Mages II - The Skies Above

## Vanjske poveznice
- Nobuo Uematsu službena Japanska stranica  Arhivirana inačica izvorne stranice od 14. veljače 2006. (Wayback Machine)
- Nobuo Uemacu, službena engleska stranica  Arhivirana inačica izvorne stranice od 21. travnja 2009. (Wayback Machine)
- Neslužbena Nobuo Uemacu, web-stranica
- Glazba videoigara u MIDI formatu, Nobuo Uemacuova djela
- Još jedna stranica s MIDI datotekama, isto s glazbenim plahtama glazbe Nobua Uemacua
- Remixevi glazbe Nobua Uemacua